# Aplocheilichthys rudolfianus
Aplocheilichthys rudolfianus е вид лъчеперка от семейство Poeciliidae. Видът е незастрашен от изчезване.

## Разпространение
Разпространен е в Кения.

## Описание
На дължина достигат до 3 cm.
Популацията на вида е стабилна.